# Ramon Planes i Izabal
Ramon Planes i Izabal   (Sitges, 1905 - Sitges, 1989) fou perit químic de professió, articulista, militant catalanista dins d'Estat Català o Esquerra Republicana de Catalunya i escriptor.

## Biografia
Ramon Planes i Izabal, nascut en una família de profundes conviccions catalanistes, ingressà de molt jove a les Joventuts Nacionalistes de Sitges i en fou un dels membres més destacats. En implantar-se la dictadura de Primo de Rivera a partir del tretze de setembre de 1923, la persecució de qualsevol mostra de catalanisme es generalitzà, i a Sitges comportà que l'organització moderada a la qual pertanyia Ramon Planes i Izabal fos clausurada i que el seu pare fos destituït d'alcalde per encapçalar una candidatura catalanista.
En un procés paral·lel al que es donà a diverses poblacions catalanes, basat en què els militants més decidits de les entitats catalanistes que les autoritats anaven clausurant ingressaven al clandestí i paramilitar Estat Català, onze joves de Sitges ingressaren a l'organització separatista de Francesc Macià. Aquell escamot sitgetà estava liderat per Ramon Planes i Izabal, i com a cap d'escamot assistí a diverses concentracions militars i a l'Assemblea Extraordinària de Caps d'Escamot celebrada a Perpinyà el novembre de 1924 i a la tornada de la qual fou detingut per la policia espanyola a Figueres.
Tot i aquesta detenció, que li comportà unes setmanes d'estada en diverses presons catalanes, Ramon Planes i Izabal continuà exercint el seu càrrec de cap d'escamot almenys fins als Fets de Prats de Molló el novembre de 1926.
Posteriorment fou un important impulsor de l'Ateneu el Centaure juntament amb el seu cosí, Josep Maria Massip i Izabal i amb Pere Curtiada i Ferrer, i en proclamar-se la República destacà com a articulista en diverses publicacions locals i nacionals i dins l'Associació Protectora de l'Ensenyança Catalana, i tot i simpatitzar inicialment amb Acció Catalana el fracàs d'aquell projecte a nivell local l'impulsà a ingressar a Esquerra Republicana de Catalunya.
Molt crític amb el procés revolucionari desencadenat arran del fracàs a Catalunya del cop d'Estat de juliol del 1936, Ramon Planes i Izabal fou expulsat d'Esquerra Republicana de Catalunya i deixà la militància política.
Tot i patir un empresonament en una presó franquista l'any 1939, fou alliberat al cap de poc i amb els anys fou un novel·lista prolífic dins la migrada producció en català del període, a mig camí del realisme i el costumisme.

## Obres
Obres Ramon Planes:
- El pont llevadís. Novel·la. Barcelona. Aymà editor. 1950.
- El cercle de foc. Novel·la. Barcelona. Editorial Selecta. 1952.
- Llibre de Sitges. Assaig.Bcn. Edit.Selecta 1952(2a edició del Grup d'Estudis Sitgetans)
- Confessió en el tren. Novel·la. Barcelona. Grases editor. 1954.
- El Penedès i Garraf. Assaig. Barcelona. Albertí editor. 1961.
- El Modernisme a Sitges. Assaig. Barcelona. Editorial Selecta. 1969.
- Mir Geribert. Príncep d'Olèrdola. Assaig. Barcelona. Rafael Dalmau editor. 1970.
- La terra té camins. Novel·la. Barcelona. Club dels Novel·listes. 1971.Santiago Rusiñol per ell mateix. Assaig.Bcn.Edic. 62. 1971.
- El mestre Morera i el seu món. Assaig. Barcelona. Editorial Selecta. 1972.
- Crim al carrer Tuset. Novel·la. Barcelona. Editorial Pòrtic. 1973.
- Rusinol i el Cau Ferrat. Assaig. Barcelona. Editorial Pòrtic. 1974.
- La filla del pintor. Novel·la. Barcelona. Editorial Pòrtic. 1976.
- Santiago Rusinol. Assaig. Grup d'Estudis Sitgetans. 1981.
- Un príncep per a Olèrdola (L'aventura de Mir Geribert). Vilafranca. IEP. 1984.
- Memòries. Assaig. Sitges. Grup d'Estudis Sitgetans. 1987.
- Capità de lladres. Novel·la. Sitges. Ajuntament de Sitges. 1992.